# Салугин, Александр Сергеевич
Алекса́ндр Серге́евич Салу́гин (23 октября 1988, Москва) — российский футболист, нападающий.

## Карьера

### Клубная
Воспитанник футбольных школ московских клубов «Красный Октябрь» (первые тренеры — Виктор Иванович и Егор Викторович Силкины) и ДЮСШ ПФК ЦСКА (первые тренеры — Михаил Васильевич Христич и Павел Григорьевич Коваль).
Салугин, сыгравший в составе московского ЦСКА в 2005—2006 годах 16 матчей (в том числе 4 в Кубке УЕФА), сезон 2007 года провёл в аренде в первом дивизионе, в клубе «Текстильщик-Телеком» (Иваново), а по возвращении в ЦСКА руководство армейского клуба предложило 19-летнему игроку искать себе новую команду. В феврале 2008 года Салугин отправился на просмотр в самарские «Крылья Советов» и произвёл хорошее впечатление на главного тренера Леонида Слуцкого. По возвращении со сбора из Испании самарцы согласовали условия перехода, а 28 февраля контракт, рассчитанный на три года, был подписан.
30 марта 2008 года дебютировал в составе «Крыльев» в матче 3-го тура чемпионата России с командой «Локомотив» (0:2). В сезоне-2008 Салугин выходил на поле регулярно (17 матчей в лиге), но отличиться ни разу не сумел. В сезоне-2009 не провёл на поле ни одной игры за основной состав, сыграл ряд матчей за дубль (9 игр, 3 гола). В 2010 году сыграл за основной состав 4 матча.
14 июля 2009 года был отдан в аренду в ФК «Ростов».
28 февраля 2011 года попал в заявку чемпиона Казахстана, в команду «Тобол», но в последний момент контракт не был подписан.
16 июля 2015 года проявил себя на сборах и подписал контракт с пермским клубом «Амкар». В сентябре 2016 года забил гол в ворота «Томи» ударом с сорока метров, принеся пермякам победу. Этот гол был признан лучшим в первой половине сезона 2016/2017 по версии сайта «Чемпионат.com» и лучшим голом всего сезона по версии болельщиком «Амкара». 22 мая 2018 года клуб объявил об уходе футболиста из клуба в связи с истечением срока контракта.
В 2018 году Салугин играл за Торпедо-БелАЗ. А в 2019 году перешёл в «Нижний Новгород». По окончании контракта решил завершить карьеру футболиста в 31 год. После завершения карьеры игрока стал футбольным агентом.

### В сборной
Участник юношеского чемпионата Европы 2007 (до 19) в составе сборной России 1988 года рождения. С 2006 по 2009 год играл за молодёжную сборную России, участник отборочных турниров к XXIX и XXX Олимпийским играм.

## Достижения
- Чемпион России: 2005, 2006
- Обладатель Кубка России: 2005/06
- Обладатель Кубка УЕФА: 2004/05

Один из 16 игроков, которым удалось забить гол в высшей лиге в возрасте до 18 лет. Забил свой первый гол 19 ноября 2005 года, в возрасте 17 лет 27 дней.